# Markeb
Markeb eller Kappa Velorum (κ Velorum, förkortat Kappa Vel, κ Vel) som är stjärnans Bayerbeteckning, är en dubbelstjärna belägen i den södra delen av Seglet. Den har en skenbar magnitud på 2,48 och är lätt synlig för blotta ögat. Baserat på parallaxmätning inom Hipparcosuppdraget på ca 5,7 mas, beräknas den befinna sig på ett avstånd på ca 570 ljusår (ca 175 parsek) från solen.

## Nomenklatur
Beteckningarna för de två beståndsdelarna som Kappa Velorum A och B är härledda från konventionen som används av Washington Multiplicity Catalog (WMC) för multipelstjärnsystem och antagen av International Astronomical Union (IAU). Kappa Velorum har det traditionella namnet Markab, som kommer från det arabiska namnet مركب, markab som betyder "något att rida". Det stavades ofta Markeb  för att skilja det från liknande namngivna stjärnor som Alpha Pegasi.
År 2016 anordnade IAU en arbetsgrupp för stjärnnamn (WGSN)  med uppgift att katalogisera och standardisera riktiga namn för stjärnor. Den fastställde namnet Markeb för Kappa Velorum A den 5 september 2017 vilket nu ingår i listan över IAU: Catalog of Star Names.[14] Markab hade tidigare godkänts för Alpha Pegasi den 30 juni 2016.
Kappa Velorum utgör en del av en asterism som kallas Falskorset tillsammans med Delta Velorum, Iota Carinae och Epsilon Carinae, så kallad eftersom det ibland förväxlas för Södra korset, vilket kan orsaka fel i astronavigation.

## Egenskaper
Primärstjärnan Kappa Velorum A är en blå till vit stjärna i underjättestjärna av spektralklass B2 IV, som anger att har förbrukat vätet i dess kärna och börjat utvecklas till en jättestjärna. Den har en radie som är ca 6,9 gånger större än solens och utsänder från dess fotosfär ca 6 830 gånger mera energi än solen vid en effektiv temperatur på ca 13 200 K. 
Kappa Velorum är en spektroskopisk dubbelstjärna bestående av ett par stjärnor som cirklar i en bana kring varandra med en omloppsperiod av 116,65 dygn och en excentricitet på 0,19. Eftersom de enskilda stjärnorna inte har upplösts, har ytterligare detaljer om banan ännu inte fastställts.
Analys av spektret hos Kappa Velorum visar absorptionslinjer från interstellärt damm mellan jorden och stjärnan. Observation av dessa egenskaper under många år har visat att linjerna varierar i styrka, troligen orsakad av ett litet tätt moln som sträcker sig 10²-10³ AE och rör sig över synfältet.